# غاريت مورغان
كان غاريت أوغستوس مورغان سينيور (بالإنجليزية: Garrett Morgan)‏ (4 مارس 1877- 27 يوليو 1963) مخترعًا ورجل أعمال وقائد جماعة أمريكي من أصل أفريقي. كانت أبرز اختراعاته إشارة مرور بثلاث حالات وقناع دخان (أول قناع غاز حديث) استُخدم بشكل محلوظ في إنقاذ كارثة بناء نفق عام 1916. اكتشف مورغان وطوّر أيضًا حلًا كيميائيًا لمعالجة الشعر وتقويمه. أنشأ مورغان شركةً ناجحة استندت إلى اختراعات منتجات الشعر الخاصة به إلى جانب مجموعة كاملة من منتجات العناية بالشعر، وشارك في تحسين الوضع المدني والسياسي للأمريكيين من أصل أفريقي، على وجه التحديد في كليفلاند، أوهايو وحولها.

## نشأته
وُلد مورغان في عام 1877 في كلايسفيل، مقاطعة هاريسون، كينتاكي، لجماعة أمريكية أفريقية اقتصرت على السود تقريبًا خارج باريس، كينتاكي. كان والده سيدني مورغان، عبد محرر وابن للعقيد في جيش الولايات الكونفدرالية جون إتش. مورغان من غزاة مورغان. كانت أمه عبدة تدعى إليزابيث ريد، ابنة الكاهن غاريت ريد، وكانت جزئيًا أمريكية أصلية. كان لديه أخ واحد على الأقل، شقيق يدعى فرانك، ساعد في إنقاذ نفق بحيرة إيري عام 1916. مع نيله تعليمه حتى الصف السادس في مدرسة برانش الابتدائية في كلايسفيل، انتقل مورغان في سن ال14 إلى سينسيناتي، أوهايو، بحثًا عن عمل.

## المسيرة المهنية
قضى مورغان معظم سنوات مراهقته في العمل كعامل يدوي لدى مالك أرض في سينسيناتي. شأنه شأن العديد من الأطفال الأمريكيين الذين نشأوا في مطلع القرن، اضطر مورغان إلى ترك المدرسة في سن مبكرة للعمل بدوام كامل. تمكن مورغان من تعيين مدرس خصوصي ومواصلة دراسته بينما كان يعمل في سينسيناتي. في عام 1895، انتقل مورغان إلى كليفلاند، أوهايو، حيث بدأ بإصلاح آلات الخياطة لمصنع ملابس. كانت هذه التجربة في إصلاح آلات الخياطة الدافع وراء اهتمام مورغان بكيفية عمل الأشياء. كان أول اختراع له، طُوّر خلال هذه الفترة، محبس القشاط لآلات الخياطة. طوال هذه الفترة من الزمن، وقبل أول براءة اختراع له في عام 1912، كان يبني سمعته ببطء في كليفلاند لمهارته في إصلاح الأشياء.
في عام 1907، افتتح مورغان أخيرًا متجره الخاصة لآلات الخياطة بعد خبرة ل10 أعوام تقريبًا في آلات الخياطة. في عام 1908، أصبح مورغان أكثر وعيًا بتراثه وساعد في إنشاء رابطة كليفلاند للرجال الملونين في عام 1908. بعد مضي عام، وسّع مورغان وزوجته ماري آن مشاريعهما التجارية من خلال فتح متجر سُمي متجر مورغانز كت ريت لملابس السيدات. عمِل في المتجر 32 موظفًا صنعوا المعاطف والبدلات الفساتين والملابس الأخرى. نحو عام 1910 بدأ اهتمامه بإصلاح اختراعات الآخرين يتلاشى وبات مهتمًا بتطوير بعض من اختراعاته.
في عام 1916، أنقذ مورغان العمال المحاصرين في مدخل نفق مياه تحت بحيرة إيري ب50 قدمًا (15 مترًا)، باستخدام قناع مصمم لحماية عينيه من الدخان ويحتوي على مجموعة من أنابيب الهواء المتدلية إلى القرب من الأرض لسحب الهواء النظيف من تحت الدخان المتصاعد.
أُكمل تصميم قناع الدخان قبل عام 1914، وهو العام الذي حصل فيه على براءة اختراع. أفضى تصميم قناع الدخان إلى إطلاق شركة أجهزة السلامة الوطنية في عام 1914. من غير المعروف إذا ما كان قناع الدخان قد حقق له أي نجاح تجاري.

## وصلات خارجية
- غاريت مورغان على موقع الموسوعة البريطانية (الإنجليزية)